# Isabel Rosales Pareja
Isabel Rosales Pareja (Guayaquil, 1895 - Quito, 1961), fue una prodigiosa pianista ecuatoriana, cursó sus estudios de música en Francia, los críticos de la época catalogaron sus interpretaciones de impecables y superiores; fue alumna de Alfred Cortot.

## Biografía
Isabel Rosales Pareja nació en Guayaquil en 1895, fue hija de Josefina Pareja Avilés y de Carlos Rosales Llaguno, propietarios de haciendas cacaoteras y numerosos bienes.
Sus estudios musicales los realizó en Francia, se destacó como niña prodigio del piano; por sus habilidades los críticos europeos catalogaron su trabajo como: "ejecución impecable, técnica, sentimiento interpretativo superior". Fue alumna del pianista y director de orquesta franco-suizo Alfred Cortot. Dio recitales y conciertos en Francia y Ecuador, fue conocida como Una de las Tres Musas de Guayaquil, junto a sus hermanas: Thalie Rosales (Bailarina de Ballet) y Leonor Rosales (Pintora).

## Vida personal
Se casó con Gonzalo Zaldumbide, un escritor y diplomático quiteño, de este matrimonio nació Celia Zaldumbide Rosales.